# Uniwersytet Joński
Uniwersytet Joński (gr. Iόνιο Πανεπιστήμιο) – grecka publiczna szkoła wyższa, zlokalizowana w Korfu.
Decyzja o utworzeniu uczelni na wyspie Korfu została podjęta w 1984 roku, równocześnie z utworzeniem Uniwersytetu Egejskiego i Uniwersytetu Tesalii. Rok później uniwersytet przyjął pierwszych studentów. Składa się on z sześciu wydziałów:
- Wydział Historii (utworzony: 1985)
- Wydział Języków Obcych i Tłumaczeń (1986)
- Wydział Informatyki (2004)
- Wydział Archiwistyki, Bibliotekoznawstwa i Muzeologii (1993)
- Wydział Studiów Muzycznych (1992)
- Wydział Sztuk Audiowizualnych (2004).